# Велика верига на битието
Великата верига на битието (scala naturae, стълбица на битието) е философско понятие, което описва йерархичната структура на съществуващото и живота. Според тази концепция, битието е подредено по възходяща или низходяща линия: от Бога към ангелите, хората, животните и растенията, до минералите. 
Това понятие произхожда от идеите на Платон, Аристотел (История на животните), Плотин и Прокъл, развива се в средновековната философия, алхимията, ренесансовия неоплатонизъм и други философски традиции. Сред съвременните интерпретатори на идеята са Артър Лавджой, Кен Уилбър и др.